# Campeonato Italiano de Rugby 1962-63
El Campeonato de Rugby de Italia de 1962-63 fue la trigésimo tercera edición de la primera división del rugby de Italia.

## Sistema de disputa
Los equipos se enfrentaron en condición de local y de visitante a cada uno de sus rivales.
El equipo que al finalizar el torneo se encuentre en la primera posición se declara automáticamente como campeón.
Mientras que los dos últimos equipos descenderán directamente a la segunda división.

## Desarrollo
- Tabla de posiciones:[1]

| Pos. | Equipo            | Encuentros | Encuentros | Encuentros | Encuentros | Tantos | Tantos | Tantos | Puntos |
| Pos. | Equipo            | PJ         | PG         | PE         | PP         | F      | C      | Dif    | Puntos |
| ---- | ----------------- | ---------- | ---------- | ---------- | ---------- | ------ | ------ | ------ | ------ |
| 1.º  | Rugby Rovigo      | 22         | 18         | 0          | 4          | 228    | 72     | +156   | 36     |
| 2.º  | Fiamme Oro        | 22         | 16         | 1          | 5          | 159    | 92     | +67    | 33     |
| 3.º  | Partenope Rugby   | 22         | 14         | 3          | 5          | 173    | 113    | +60    | 31     |
| 4.º  | Petrarca Padova   | 22         | 13         | 3          | 6          | 185    | 134    | +51    | 29     |
| 5.º  | CUS Roma          | 22         | 9          | 3          | 10         | 147    | 121    | +26    | 21     |
| 6.º  | A.S. Rugby Milano | 22         | 9          | 2          | 11         | 160    | 139    | +21    | 20     |
| 7.º  | L'Aquila Rugby    | 22         | 8          | 4          | 10         | 109    | 114    | -5     | 20     |
| 8.º  | Rugby Parma       | 22         | 7          | 5          | 10         | 170    | 219    | -49    | 19     |
| 9.º  | Amatori Milano    | 22         | 7          | 2          | 13         | 139    | 128    | +11    | 16     |
| 10.º | Treviso           | 22         | 7          | 2          | 13         | 128    | 221    | -93    | 16     |
| 11.º | Rugby Livorno     | 22         | 5          | 2          | 15         | 104    | 170    | -66    | 12     |
| 12.º | SS Lazio Rugby    | 22         | 3          | 5          | 14         | 52     | 231    | -179   | 11     |

|  | Campeón.                 |
|  | Descendido a la Serie B. |

| Bandera de Italia    |
| Campeón Rugby Rovigo |
| Sexto título         |